# Gábor Darvas

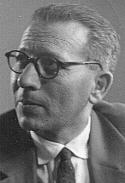
Gábor Darvas (1958)

Gábor Darvas (tot 1952 Gábor Steinberger; 18 januari 1911 – 18 februari 1985) was een Hongaars componist en musicoloog. Hij was een van de eerste Hongaarse componisten die zich richtte op elektronische muziek. Hij richtte zich als musicoloog vooral op muziek uit de 15e en 16e eeuw.  
Darvas werd geboren in Szatmárnémeti (Oostenrijk-Hongarije). Tussen 1929 en 1932 studeerde hij in Boedapest aan de Franz Liszt Academy of Music. Tijdens de Tweede Wereldoorlog woonde hij in Chili en was hij aldaar actief als dirigent en musicoloog. Nadat hij terugkeerde naar Hongarije hervatte hij zijn carrière als componist en schrijf hij diverse soundtracks voor films, alsook elektronische muziekstukken. 